# Корж, Кузьма Алексеевич
 Кузьма Алексеевич Корж (30 октября 1887 — 12 августа 1919) — украинский государственный и политический деятель. 

## Биография
Родился в  Екатеринославской губернии (ныне село Михайловка Солонянского района Днепропетровская область) в крестьянской семье. Окончил учительскую семинарию в Новом Буге и Киевский политехнический институт. С 1905 года вел активную общественную деятельность. Член Украинской партии социалистов-революционеров. С 1917 член ЦК УПСР и член Центральной Рады УНР. С 1917 по 1918 секретарь Информационного Бюро ЦС Украинской Народной Республики. В ноябре 1917 был избран делегатом Всероссийского учредительного собрания Екатеринославского округа по списку Крестьянского союза. 12 августа 1919 за участие в организации антибольшевистского восстания в Киеве был расстрелян ЧК.18 августа в советских СМИ опубликовано сообщение о расстреле ВУЧК «петлюровского шпиона» К. Коржа, "у него был найден документ штаба армии УНР приказу к атаману Ангела".